# Saint-Vincent-de-Mercuze
Saint-Vincent-de-Mercuze è un comune francese di 1 468 abitanti situato nel dipartimento dell'Isère della regione dell'Alvernia-Rodano-Alpi.

## Società

### Evoluzione demografica
Abitanti censiti